# Yūji Hiramatsu
Yūji Hiramatsu (平松 祐司, Hiramatsu Yūji), né le 11 janvier 1997, est un athlète japonais, spécialiste du saut en hauteur.
Le 16 mai 2015, il franchit 2,28 m à Yokohama, record personnel et record national cadet, à 1 cm du record junior de Takahiro Kimino à Séoul en 1992.